# 와이어드컴퍼니
와이어드컴퍼니(wired.company)는 소셜미디어 기반의 1인 셀러를 위한 이커머스 솔루션 기업이다. 홍만의 대표 체재이며 2025년 기업공개(IPO)를 목표로 NH투자증권을 IPO주관사로 선정했다. 시리즈A 투자에서 하나금융투자 등 약 3개 기관의 투자를 유치했으며 누적 투자 금액은 62억원이다
2023년 서울시와 중소벤처기업부로부터 포상을 받았다. 인플루언서와 같은 1인 셀러를 대상으로 유통 서비스를 제공하는 이커머스 플랫폼을 제공하고 있다

## 참고문헌
1. ↑  김재련, 와이어드컴퍼니, IPO 주관사로 NH투자증권 선정, 머니투데이, 2023년 11월 27일
2. ↑  SNS 1인 마켓 '와이어드컴퍼니', 누적 투자금 62억원 돌파, 벤처스퀘어, 2022. 4. 11.
3. ↑  이준문, 와이어드컴퍼니 황봄님 대표, 여성기업인 유공자 포상 수상, 뉴스탭, 2023.07.13
4. ↑  https://kr.aving.net/news/articleView.html?idxno=1775350